# 直角

直角

在幾何學和三角學中，直角，又稱正角，是角度為90度的角。它相對於四分之一個圓周（即四分之一個圓形），因为把圆周对应的圆心角划分为360度，所以直角等于90度，而兩個直角便等於一個平角（180°）。角度比直角小的稱為銳角，比直角大而比平角小的稱為鈍角。
當兩條線的夾角是直角，這兩條線便是互相垂直，是幾何上的一個重要性質。而一個三角形的其中一個內角為90°時，便稱為直角三角形，是應用畢氏定理的先決條件。
如果直線AB為圓形的直徑，那麼取圓上的任何一點C所形成的三角形，{\displaystyle \angle ACB}必為90°，是圓的其中一個性質，名為（半圓上的圓周角）。
在不同的應用上，直角有多種表示：
- 90°
- 直角轉換為弧度單位時為{\displaystyle {\frac {\pi }{2}}}
- 在梯度中，直角為100。
- 在32分點的羅盤玫瑰，直角是第8個點。
- 在音程中，直角代表小三度或增二度。
- 在天文學上的時角中，直角代表6小時。
- 在坡度上，當角度為直角時，坡度為∞%。
- 在正弦曲線中，當sine為90°時，數值達到最大值1。

在數學上，直角可以算是另一種角單位。{\displaystyle 1r=90^{\operatorname {\mathrm {o} } }={\frac {\pi }{2}}rad=100^{g}}

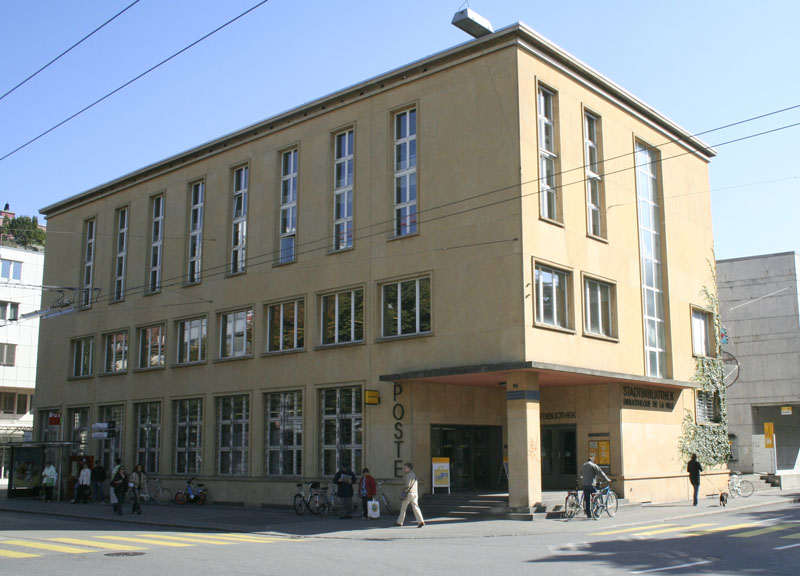
以直角為主題的現代建築

直角是由拉丁語angulus rectus中直譯過來的，rectus意思是直立，代表在水平線上垂直。